# Kropps socken
Kropps socken i Skåne ingick i Luggude härad, ingår sedan 1971 i Helsingborgs kommun och motsvarar från 2016 Kropps distrikt.
Socknens areal är 34,66 kvadratkilometer varav 34,44 land. År 2000 fanns här 2 181 invånare. Rosendals slott, en del av tätorten Ödåkra samt kyrkbynn Kropp med sockenkyrkan Kropps kyrka ligger i socknen.

## Administrativ historik
Socknen har medeltida ursprung. Nuvarande Kropps kyrka uppfördes ungefär vid sekelskiftet 1200
Vid kommunreformen 1862 övergick socknens ansvar för de kyrkliga frågorna till Kropps församling och för de borgerliga frågorna bildades Kropps landskommun. Landskommunen uppgick 1952 i Mörarps landskommun som uppgick 1971 i Helsingborgs kommun. Församlingen utökades 2010.
1 januari 2016 inrättades distriktet Kropp, med samma omfattning som församlingen hade 1999/2000.  
Socknen har tillhört län, fögderier, tingslag och domsagor enligt vad som beskrivs i artikeln Luggude härad. De indelta soldaterna tillhörde Norra skånska infanteriregementet, Luggude kompani och Skånska husarregementet, Fjärresta skvadron.

## Geografi
Kroppe socken ligger nordost om Helsingborg. Socknen är en odlad slättbygd.
Socknen bestod vid tiden för kommunens bildande av centralorten Kropps kyrkby med byarna Björka och Väla i väster, Västraby och Lydestad i öster, Holk i norr och Hjortshög i söder. Inom socknen låg även Rosendals slott, cirka en kilometer öster om Kropps kyrka, och Vasatorps gård söder om Hjortshög.

## Fornlämningar
Ett par boplatser samt lösfynd från stenåldern är funna. Från bronsåldern finns gravhögar.

## Befolkningsutveckling
| Befolkningsutvecklingen i Kropps socken 1571-2000                   | Befolkningsutvecklingen i Kropps socken 1571-2000 | Befolkningsutvecklingen i Kropps socken 1571-2000 | Befolkningsutvecklingen i Kropps socken 1571-2000 | Befolkningsutvecklingen i Kropps socken 1571-2000 |
| ------------------------------------------------------------------- | ------------------------------------------------- | ------------------------------------------------- | ------------------------------------------------- | ------------------------------------------------- |
|                                                                     |                                                   |                                                   |                                                   |                                                   |
| År                                                                  |                                                   |                                                   | Invånare                                          |                                                   |
| 1571                                                                | 1571                                              |                                                   | 4701                                              | 4701                                              |
| 1620                                                                | 1620                                              |                                                   | 4651                                              | 4651                                              |
| 1699                                                                | 1699                                              |                                                   | 4791                                              | 4791                                              |
| 1718                                                                | 1718                                              |                                                   | 5401                                              | 5401                                              |
|                                                                     |                                                   |                                                   |                                                   |                                                   |
| 1810                                                                | 1810                                              |                                                   | 845                                               | 845                                               |
| 1820                                                                | 1820                                              |                                                   | 939                                               | 939                                               |
| 1830                                                                | 1830                                              |                                                   | 1 020                                             | 1 020                                             |
| 1840                                                                | 1840                                              |                                                   | 1 181                                             | 1 181                                             |
| 1850                                                                | 1850                                              |                                                   | 1 234                                             | 1 234                                             |
| 1860                                                                | 1860                                              |                                                   | 1 359                                             | 1 359                                             |
| 1870                                                                | 1870                                              |                                                   | 1 360                                             | 1 360                                             |
| 1880                                                                | 1880                                              |                                                   | 1 472                                             | 1 472                                             |
| 1890                                                                | 1890                                              |                                                   | 1 338                                             | 1 338                                             |
| 1900                                                                | 1900                                              |                                                   | 1 176                                             | 1 176                                             |
| 1910                                                                | 1910                                              |                                                   | 1 189                                             | 1 189                                             |
| 1920                                                                | 1920                                              |                                                   | 1 225                                             | 1 225                                             |
| 1930                                                                | 1930                                              |                                                   | 1 203                                             | 1 203                                             |
| 1940                                                                | 1940                                              |                                                   | 1 042                                             | 1 042                                             |
| 1950                                                                | 1950                                              |                                                   | 1 044                                             | 1 044                                             |
| 1960                                                                | 1960                                              |                                                   | 820                                               | 820                                               |
| 1970                                                                | 1970                                              |                                                   | 642                                               | 642                                               |
| 1980                                                                | 1980                                              |                                                   | 467                                               | 467                                               |
| 1990                                                                | 1990                                              |                                                   | 1 5332                                            | 1 5332                                            |
| 1990                                                                | 1990                                              |                                                   | 2 1812                                            | 2 1812                                            |
|                                                                     |                                                   |                                                   |                                                   |                                                   |
| 1 Beräknad folkmängd 2 Utbyggnad av bostadsområdet Björka i Ödåkra. |                                                   |                                                   |                                                   |                                                   |

## Namnet
Namnet skrevs 1368 Chrop och kommer från kyrkbyn. Namnet innehåller kropp i betydelsen 'klump, förhöjning' syftande på den höjd kyrkan ligger på..